# 徐鳳鳴
徐鳳鳴（1912年4月27日—?），字桐軒，遼寧遼陽人，中華民國空军将领。

## 生平
軍需學校第6期畢業、中央訓練團第5期受訓美國財務學校畢業。曾任陸軍官校第17期與第18期少將經理處處長、空軍總司令部財務處處長、經理處一等軍需正處長及國防部常務次長等職務。1961年1月至1967年3月，任联勤总部中将副司令。之后退役，改任中國農民銀行總經理。因涉贷款舞弊案，1976年6月19日，被中华民国行政院免职。